# Hronoda
Petru Hronoda (de asemenea și Hroet, Hroiot, Hronet sau Petru vodă; d. 1486) a fost un pretendent trimis în 1486 de către sultanul Baiazid al II-lea cu oști turcești pentru a ocupa tronul Moldovei; din 1457 ocupat de Ștefan cel Mare.
În 6 martie 1486 în timpul bătăliei de la Șcheia Hronoda a fost proclamat domn de ai săi sub numele de Petru, fiind indus în eroare de boierime care i-a rămas fidelă lui Ștefan, precum că ultimul căzuse pe câmpul de luptă. În realitate acesta căzuse de pe cal în timpul bătăliei, rămânând mai multe ceasuri printre cadavre și răniți.
„Atunci a bătut Petru Hronoda pe Ștefan voievod și a câștigat lupta și Ștefan voievod a căzut de pe cal și a zăcut printre morți de dimineață până la prânz. Atunci a venit călare un boier, cu numele Purice, care a recunoscut pe Ștefan voievod. Atunci a scos pe voievod de acolo…”
 (cronica moldo-germană).

Conform lui Ion Neculce, în „O samă de cuvinte”: 
„Și nu putè în grabă încăleca Ștefan-vodă, fiind om micǔ. Și au dzis Purice aprodul: „Doamne, eu mă voi face o moviliță, și vino de te sui pe mine și încalecă”. Și s-au suit pe dânsul Ștefan-vodă și au încălecat pre cal. Și atunce au dzis Ștefan-vodă: „Sărace Purece, de-oi scăpa eu și tu, atunci ți-i schimba numeli din Purice Movilă”. Și au dat Dumnedzeu și au scăpat amândoi. Și l-au și făcut boier, armaș mare, pre Purece. Și dintru acel Pureci aprodul s-au tras neamul Movileștilor, de au agiunsu de au fost și domni dintru acel neam. Dar și aprodzii atunce nu era din oameni proști, cum sunt acum, ce era tot ficiori de boieri.”
 Pentru fapta de arme, el a primit importante danii, familia sa, Movilă, devenind, în secolul următor, foarte puternică. Din rândul ei au provenit domni importanți ai Moldovei (Ieremia, Constantin, Simion și Moise) și cărturari renumiți, cum ar fi mitropolitul Petru Movilă.
Un al doilea boier, căruia Ștefan i-a datorat, în parte, victoria este Pântece. Potrivit izvoarelor, Pântece ar fi stăruit pe lângă recentul proclamat domn, Petru, să iasă din zona bătăliei, el fiind deja învingător. Folosindu-se de această stratagemă, Ștefan l-a capturat pe Hronoda și i-a tăiat capul. 

## Vezi și
- Petru Aron